# Elmar Witt
Elmar Witt (* 1960 in Warstein) ist ein deutscher Dirigent, Hornist und Musikpädagoge.
Witt hatte ab dem neunten Lebensjahr Geigenunterricht und war Konzertmeister im Schulorchester. Ab 1971 spielte er im Posaunenchor seines Vaters und begann dort seine Ausbildung zum Hornisten. Von 1976 bis 1978 studierte er am Funkkolleg Musik und absolvierte eine Ausbildung als Organist und Kirchenmusiker, die er mit der C-Prüfung abschloss. Nach dem Abitur studierte er an der Musikhochschule Detmold/Dortmund Horn bei Johannes Heppekausen, außerdem studierte er vier Semester Dirigieren bei Werner Seiss. 1984 legte er das Staatliche Musiklehrexamen ab, 1990 die Künstlerische Reifeprüfung. 1999 belegte er einen Kurs als Dirigent bei Hermann Breuer.
Während des Studiums war Witt Erster Solohornist der Dortmunder Jungen Symphoniker und im Blechbläserquintett Pentaphonie. Mit beiden Ensembles spielte er Aufnahmen ein und unternahm Konzertreisen durch Europa, Thailand, Australien, die USA und die Sowjetunion. 1989 war er Teilnehmer des Meisterkurses von German Brass, im Folgejahr wurde er Mitglied des Concertino-Synthesizer-Ensemble in Dortmund. Witt war Dozent an der Universität Dortmund und unterrichtet an den Musikschulen von Dortmund und Herne. Er ist Dirigent der 1996 gegründeten Herner Symphoniker.